# Università delle Svalbard
L'Università delle Svalbard (in norvegese Universitetssenteret på Svalbard AS, UNIS) è un'università norvegese specializzata in studi artici. Il centro è noto come UNIS e forma parte dell'Università dell'Artico. La sua localizzazione a Longyearbyen, a una latitudine di 78° N, ne fa l'istituzione di istruzione superiore più a nord del mondo. I corsi offerti rientrano in quattro principali discipline scientifiche: biologia, geologia, geofisica e tecnologia artiche.

## Organizzazione

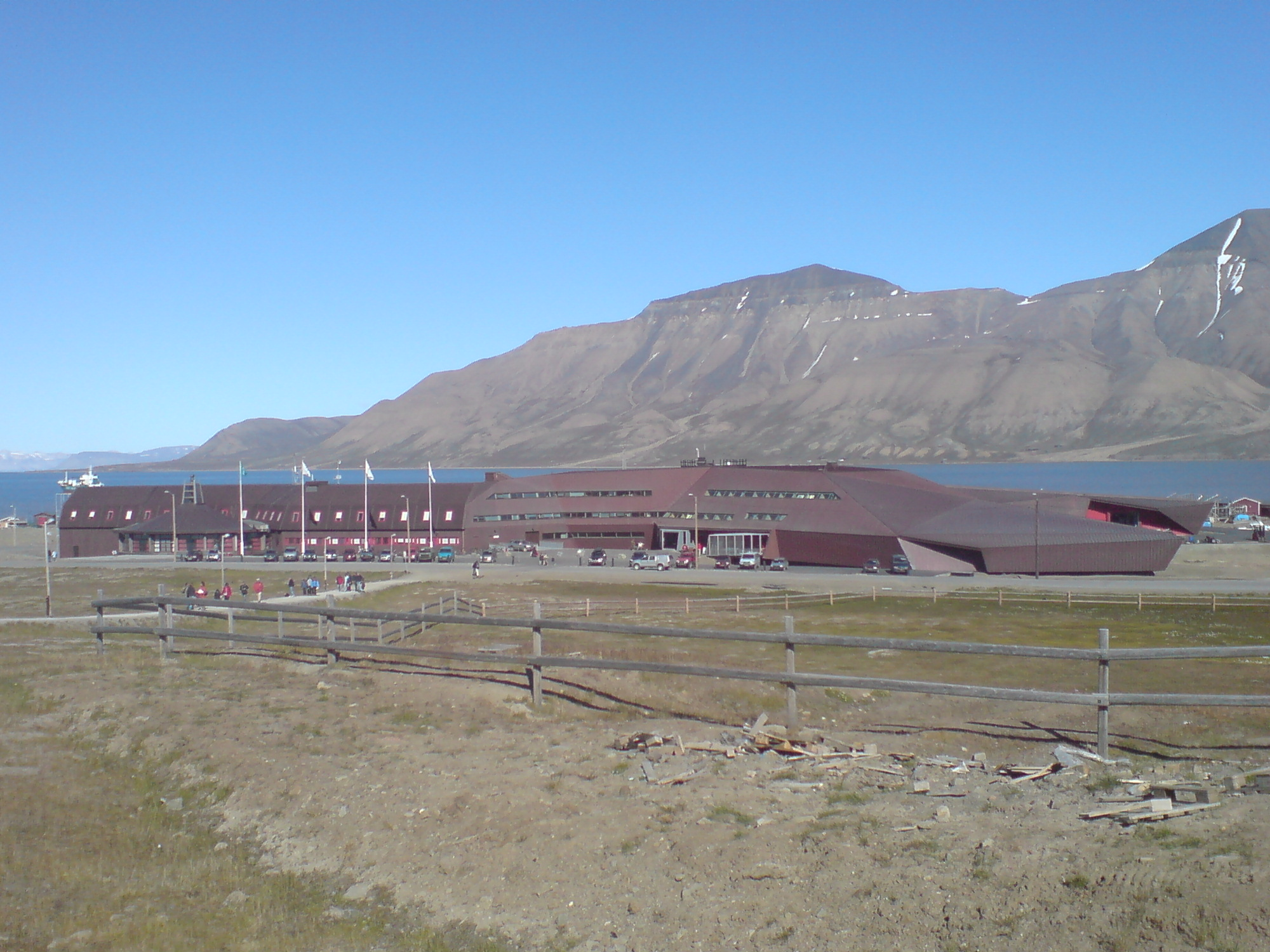
L'edificio principale dell'UNIS

L'università è stata costituita nel 1993 a Longyearbyen, una città di circa 2 700 abitanti sulla costa occidentale dell'isola di Spitsbergen. L'idea principale dietro la fondazione dell'UNIS era che la localizzazione geografica unica dell'isola permette lo studio delle scienze artiche in sito, appena al di fuori delle mura dell'università. L'università venne costituita con uno spirito internazionale: la sua lingua ufficiale è l'inglese, e circa la metà dei suoi 350 studenti non provengono dalla Norvegia (nel 2006 gli studenti stranieri venivano da 25 nazioni). L'insegnamento è gratuito ed è effettuato da 20 professori a tempo pieno, 21 assistant professor e 120 lettori ospiti, che sono invitati da istituti norvegesi e stranieri nell'ambito di vari progetti di ricerca congiunti. I finanziamenti per l'UNIS sono forniti dal governo norvegese, consigli di ricerca e industria privata.